# 야생사진

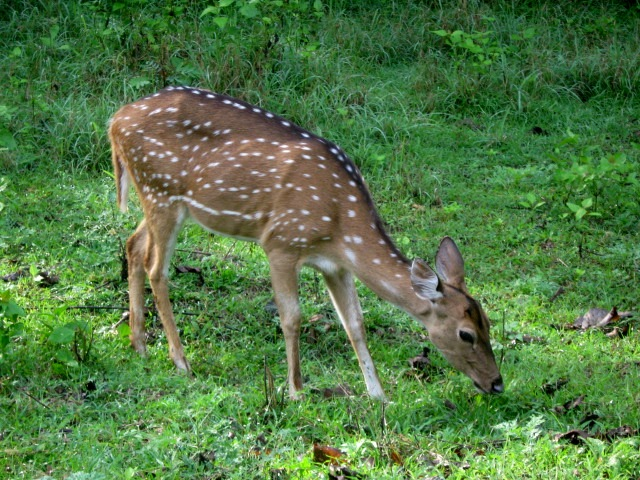
케랄라 주의 사슴.

야생사진(野生寫眞)은 야생 동식물을 찍은 사진으로, 자연사진에 포함된다.
야생 사진은 자연 서식지에서 다양한 형태의 야생 동물을 기록하는 것과 관련된 사진 장르이다.
사진 기술이 필요할 뿐만 아니라 야생 사진가는 현장 공예 기술이 필요할 수 있다. 예를 들어 일부 동물과 새는 접근하기 어려우므로 그 행동을 예측할 수 있으려면 동물과 새의 행동에 대한 지식이 필요하다. 일부 종의 사진을 찍으려면 은폐를 위해 스토킹 기술이나 버드 하이드/블라인드를 사용해야 할 수 있다.
야생 동물 사진은 기본 장비를 사용하여 촬영할 수 있지만 일부 야생 동물의 성공적인 사진 촬영에는 곤충용 매크로 렌즈, 새용 장초점 렌즈, 해양 생물용 수중 카메라와 같은 특수 장비가 필요하다.

## 같이 보기
- 자연사진